# Huta, Cluj
Huta este un sat în comuna Chiuiești din județul Cluj, Transilvania, România.

## Lăcașuri de cult
- Biserica Ortodoxa cu hramul "Sf. Apostoli Petru si Pavel".

## Istoria începe din pragul casei
Lunga cale a apelor începe de la izvoare. Aidoma, istoria neamului începe din pragul fiecărei case, a fiecărei așezări, fiind suma istoriei oamenilor și a locurilor din cuprinsul unui ținut și a strădaniilor lor comune de a promova și apăra valorile fundamentale ale identității, ale civilizației și progresului.
Contribuția izvoarelor noastre istorice, a locuitorilor satelor comunei Chiuiești,  adică – Huta, Măgoaja, Strâmbu, Huta, Valea Cășeiului, Valea lui Opriș și Dosul Bricii – la istoria neamului este remarcabilă. Aici, doar a fost timp de un secol și jumătate reședința unui protopopiat ortodox, aici o vatră mănăstirească, niciodată întru totul  stinsă, aici au văzut lumina zilei trei dintre episcopii Bisericii noastre: Georgiu Patachi-Văleanu ,Georgiu Ioan și Georgiu Grigore-Gurie, aici s-a născut cel mai popular simbol al ideii de libertate și dreptate din Nord de Țară, Pintea Grigore-Viteazu, aici Atanasie Botca, alt slujitor al libertății, profesori universitari, cercetători științifici, ctitori de mănăstiri, scriitori, stareți, oameni cu înalte responsabilități la nivel regional sau național, intelectuali de înalt profesionalism. 
La început aici a fost doar pădure, pădure imensă de Arțăriș la Dealu Șpanului, peste Aluniș și Breaza, ici colo întreruptă de văi și poieni, multă vreme nevătămată de securi. Cine să se fi încumetat să răzbată prin această stavilă dintre Someș și Lăpuș, stăpânită de dihănii și duhuri? Cu vremea, nevoia și îndrăzneala i-au apropiat pe oameni de această minune, durându-și sălașe în preajma ei, cum au făcut-o pe Obcină, de pildă, în epoca topoarelor de piatră, 
s-au întovărășit pe vecie cu ea. În timp, sălașele încropite în grabă și părăsite repede la primejdie, au devenit statornice.
Casele erau din bârne, acoperite cu șindrilă sau paie, cu două încăperi cele mai multe, cu târnaț și ferestre cât palma, că pe atunci grajdurile pentru  iosag erau mai mari. Câteva doar, ale celor mai înstăriți, aveau trei camere. În tindă, cea din mijloc la casele cu trei camere, sau una din cele două la celelalte, se afla cuptorul pentru copt pâine și gătit mâncare, prelungit spre unul din pereți cu un soi de platformă pe care iarna dormeau pruncii, numită datorită  acestei destinații, coptileț iar vara și toamna se uscau ciuperci – hribe îndeosebi - și semințe de bostani. O masă cu polițe în partea de jos pentru păstrarea vaselor, slujea la pregătirea mâncării. De grindă atârna o poliță pe care se puneau oale cu laptele „la prins”. În cealaltă cameră se aflau paturile așternute cu velnițe de lână, lepedee cu alesături și perne înflorate, cu atât mai mult cu cât familia era mai înstărită și cu mai multe fete de măritat.
Deasupra paturilor, pe o prăjină, atârnau hainele (că atunci, hainele erau zestre) și ghemele de tort de cânepă și lână, ca semn al vredniciei muierilor.
Într-un lăițer se păstrau hainele de sărbători: cioreci, zadii, cămăși, ș.a. – printre care puneau crenguțe de busuioc. O masă și 2-3 scaune completau mobilierul. Pereții erau împodobiți cu blide și icoane pe sticlă, încoronate cu ștergare. Fața casei – padimetrul – era din pământ muruit  cu lut galben, amestecat cu balegă de cal. La casele cu trei camere, una era un fel de cămară. Cu grijă erau construite acareturile – grajdul, saivanul și cotețele porcilor – pentru a feri animalele de răpitori, că atunci erau pline pădurile de lupi și urși.

## Nunta la Huta
Un moment important din cilul existențial, nunta s-a bucurat dintotdeauna și pretutindeni de o deosebită atenție, dând naștere unui ceremonial – spectacol care mobilizează un complex de resurse, de cele materiale până la cele spirituale. Deosebirile de ceremonial, durată, fast amploare, impuse de diferențele de stare economică, de rang social, de nivelul cultural, de obiceiuri și tradiții, nu prejudiciază valoarea ei de fapt (dorit) unic în viața individului. Ca pretutindeni și la Huta, nunta – moment al unui demers care începe cu pețitul și continuă cu mersul pe vedere, tocmirea nănașilor, chemarea la nuntă, ș.a. – are valoare evenimențială și se desfășoară după un scenariu aproape tipizat. Cum ceremonialul  a beneficiat de numeroase și ample descrieri, ne limităm la prezentarea momentelor mai importante așa cum le-a consacrat tradiția la Huta. 

## Jocul steagului
Sâmbăta seara, zi premergătoare nunții, tinerii satului – feciori și fete – adunau la casa ospățului, nu întotdeauna aceeași cu casa mirelui, unde, în timp ce unii jucau și chiuiau, druștele confecționau steagul nunții. Pe o bâtă de lemn împistruită (încrustată cu motive geometrice), cu o cruce la unul dintre capete, de obicei una folosită și la alte steaguri, era prinsă o năframă de păr (basma de lână) împodobită cu mărgele colorate, zgărduțe (bentițe de mărgele), panglici multicolore, cununi de flori de câmp din care nu lipsea barbârnocul și clopoțeii. Steagul purtat de un flăcău chipeș, apropiat al mirelui era nelipsit din toate momentele ceremonialului, stegarul fiind alături de nași, druștele, taroste (staroste) și chemători, un actor important al nunții. Valoarea lui simbolică, pe care sigur a avut-o cândva, a fost uitată cu vremea, folosirea lui  la nuntă menținându-se doar pentru spectaculozitatea pe care o imprima momentului. Tot cu prilejul jocului steagului, erau aranjate mesele la care, a doua zi , erau ospătați nuntașii.

## Gogitul miresei
În dimineața căsătoriei religioase, mireasa era îmbrăcată cu haine frumoase și noi, anume confecționate pentru acest prilej și era împodobită cu piese caracteristice momentului, cunună de flori și balț (voal de mireasă) așezate pe creștet. În mâini purta un struț de busuioc. În timpul acestui cermonial druștele ridicând deasupra capului o năframă mare anume destinată acestui moment, gogeau mireasa.
La stâlpu cu vrabnițî, lu lu , lu
Plânge mama miresi
Și tot plânge și suspină
Că are-o floare în grădină
Și-o rupt-o din rădăcină
Și-o dat-o-n mână străină
La străini floarea nu crește, lu lu lu
Numai se tăt veștejește
Se tăt veștejește-n-cet
Până se uscă de tăt
Că-așa-i rândul fetelor
Ca și rândul merelor
Până-s mere tinerele
Stau pe crengi și-s frumușele
Da pe când îmbătrânesc 
Ptică jos și putrezesc
Că altu nu folosesc
Hai mamă și mă petreci, lu lu, lu
Batăr ulița mă treci
Până-n fundu grădinii
Că mă duc cu străinii
M-ai dat mamă-n miez de zi
Străină până-oi muri 
M-ai dat mamă-n miez de noapte
Străină până la moarte.

## Mersul după mireasă
Înainte de a pleca la biserică pentru oficierea căsătoriei religioase, mirele însoțit de nănașii de cununie, chemători, stegar, ceterași și alaiul neamurilor mergeau la casa miresei chiuind și cântând: 
Noi merem după mireasă
Nu știu afla-o-m acasă?
O-m afla de-a bună samă
Că de-un an sau doi ne cheamă
Mai bine de-un an, ori doi
Și tot uită după noi 
Pe fereastra grădinii
Cu teamă că n-om veni
Haide mireasă la noi
Că-i mai bine ca la voi
Îi be apă din izvor
Și-i trăi mai cu ușor
Îi be apă din fântână
Și-i trăi mai cu odihnă
Mireasă de-amu’ nainte
Cărările țâ-s oprite
Ti-i mai duce câte-o dată 
La fântână după apă
Și la mă-ta supărată
După apă de izvor
Și la mă-ta când țâ dor

## Închinatul pomului
Pomul mirilor, simbol al bogăției și rodului de prunci a viitoarei familii, era confecționat dintr-un lăstar de măr împodobit cu covrigi și turtă dulce  și se așeza pe masa mirilor. După ce preotul sfințea pomul, starostele îl închina mirilor zicând:
Să trăiești pom frumos
Mândru și mănos
Pe la vârf într-aurit
Pe la mijloc înflorit
Pe-a cui samă ești numit?
În astă lume finilor 
În cealaltă, nașilor
Cinstite nănaș mare
Ce dai finilor dumitale?
La întrebarea starostelui, nănașul răspundea făcând public darul pe care îl făcea mirilor: un purcel, o oaie cu mile sau altceva – funcție de vremea care a avu loc nunta sau de puterea economică.

## Datul găinii
În toiul petrecerii, după ospătarea nuntașilor cu băutură și bucate, socăcița (bucătăreasa nunții) sau una dintre druște mai bună de gură, închina nănașilor o găină fiartă așezată pe un paltou și ornamentată cu grijă, prilej de dialog hazos cu nănașa, căci ea era cea cu care înturna răspunsul. În acompaniament muzical,  socăcița/drușca chiuie: 
```
         Zâ ceteraș, zâ cu drag
         Să mă pot sui pă prag
         Zâ ceteraș, zâ cu dor
         Di pă prag să mă cobor
         Să mă duc printre nuntași
         Cu găina la nănași
         Că io vin din depărtare
         Cu găina de vânzare
         Nu-i de vânzare  oricui 
         Ci numai nănașului
         De când vin mă socotesc
         Cu cine să mă târguiesc
         Numai ăsta mi-i gându
         Cu cine să fac târgu
         Face-aș târg cu nănașa
```

	  Că știu că-i la ie punga
	  Cu nănașa târg aș face
	  Pe nănaș l-aș lăsa-n pace
	  Că-mi tăt face cu ochiu
	  Să fac târgu cu dânsu
	  Să-mi tăt face cu geana
	  Să-i duc lu găina
	Eu oi da-o la cela
	Care mai mulți bani mi-o da
	C-amu tăte s-o scumpit
	Și nimic nu-I neplătit
	Nănașă te pregătește
	Și găina mi-o plătește
	Ori îmi dai bani cu soțâie
	Ori îmi dai nănașu mie
	Nu ți-l cer până la vară
	Lasă-l numai pân-afară .
	Lasă-l sa-I arăt grădina 
	Pe unde-o umblat găina
	Să-I arăt cu-adevărat
	Cuibu  de unde-o zbura,
	Nănașă mândru gătată
	N-aș vre să fii supărată
	Că ț-am cerut mare plată
	Da din zăce găini grasă
	Asta-o fost mai lăcămoasă
```
	O-am țânut numai cu turtă
```

	C-am știut că-a fi vândută
	Dimineața i-am dat caș
	Ca șă-i placă la nănaș 
	Am țânut-o tăt închisă
	De cocoș n-o fost atinsă
	Că așa-s găinile mele
	Nu le las să facă răle
	Mai bine eu decât ele
	Hai nănașă-ntinde mâna
	Adă banii să-ți dau găina
	Că-i vedea, că-i grasă tare
	Și de ie mâna mă doare.	
La această stăruitoare invitație, nănașa punea banii în pliscul găinii și răspundea (sau nu) socăciței. După plata găinii răspunsul (dacă îl dă) nănșei, socăciț îi spunea:
```
       Mulțumăsc la nănașa
```

	Că mi-o plătit găina
	Să vede că i-o plăcut
	Că nu mi-o dat cât i-am cerut
	Dacă mi-ai dat atâta
	Io ți-oi mai spune ceva
	Cum să-mpărțești găina
	Mie dă-mi aripile
	Dumitale labele
	Picioarele și pieptu
	Să le dai la nănașu
	Că ele i-s sufletu’.
	Hai nănașă să trăiești
	Multe găini să primești
	Să trăiești ani mulți și buni
	Să cununi și să botezi
	Ce ți-am strigat să nu crezi.
	Făcutul conciului.
Trecerea în rândul femeilor căsătorite a nevestelor era marcată de renunțarea la părul lung, lăsat pe spate, împletit în una sau două cozi – fapt care se realiza prin adunarea lui la ceafă într-un conci, un rotocol susținut de o bucățică de lemn sau metal. Primul conci este făcut de nănașă.

## Personalități
- Gurie Georgiu (1968 - 2021) - episcopul Devei și Hunedoarei
- Gherontie Ciupe (n. 1966) - arhiereu vicar al Episcopiei Devei și Hunedoarei
- Arhimandrit Andrei Coroian - stareț al Mǎnǎstirii Nicula
- Stavrofora Varvara Georgiu - stareța Mǎnǎstirii Cașiel-Strâmbu
- Magistrat Ioan Georgiu - președintele Judecatoriei Gherla
- Teodor Georgiu - luptator timp de 16 ani in rezistenta anticomunista (dec. in ianuarie 2009).

## Evenimente
- 03-14 august 2009 - Tabara de vara organizata de catre A.S.C.O.R filiala Cluj-Napoca.
- 29 iunie 2011 - Liturghie Arhiereasca oficiata de P.S. Nicodim, Episcopul Severinului si Strehaiei impreuna cu P.S. Gurie, Episcopul Devei si Hunedoarei si un numeros sobor de preoti si diaconi.

## Galerie de imagini

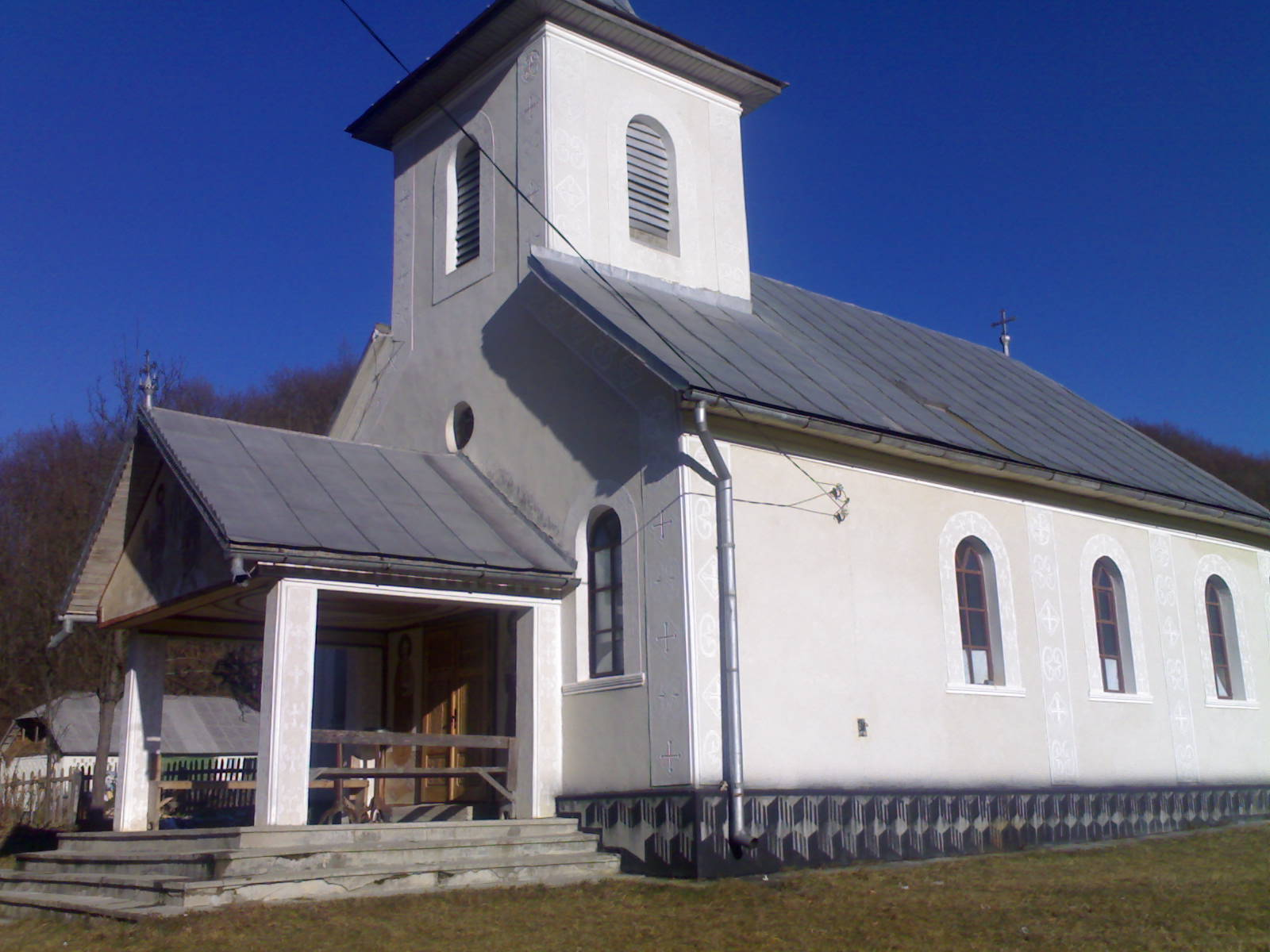
Biserica parohiei Huta
Icoana Maicii Domnului din Biserica Huta
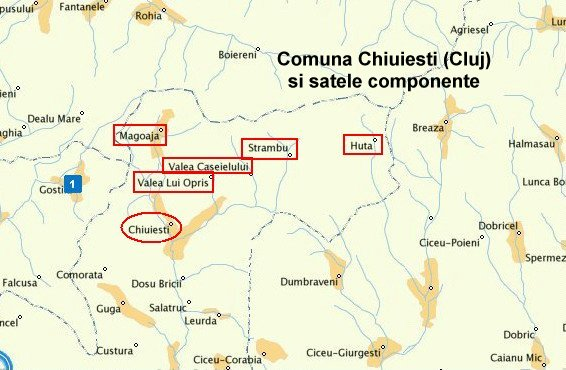
Comuna Chiuieşti și satele componente